# Santiago Tangamandapio
Santiago Tangamandapio, conocida como Tangamandapio, es una localidad ubicada en la zona suroeste de México, en el estado de Michoacán, a 165 km al oeste de la capital del estado, Morelia. Sus coordenadas geográficas son: 19°57' de latitud norte y 102°26' longitud occidental. El nombre del pueblo es de origen purépecha y significa ‘tronco seco que se mantiene en pie’.

## Historia
Su municipio fue fundado desde antes de la conformación del Imperio purépecha por descendientes de los tecos o xanuchas. Posteriormente se convirtió en uno de los tantos pueblos sujetos al dominio purépecha.[cita requerida] A lo largo del período colonial se encuentran indistintamente las nominaciones deTanmangandepeo, Tamandapio o Atengomandapeo.
Su incorporación al cristianismo, después de realizada la conquista española, se debió al fraile Jacobo Daciano, quien mostró una actitud humanística hacia los indígenas y tuvo grandes polémicas con otros eclesiásticos por sostener el derecho que tenían los pobladores originarios para recibir el sacramento de la eucaristía. También se distinguió por ser el fundador del convento de Santiago Tangamandapio. Otro de los evangelizadores del lugar fue Francisco de Cerda. En ese entonces su el municipio se producía maíz, trigo y garbanzo, y sus habitantes se dedicaban al trabajo de telas de algodón y lana, con un comercio limitado.[cita requerida]
En 1822 se le asignó el nombre de Santiago, quedando como pueblo y vicaría de Jacona. El 10 de diciembre de 1831, al promulgarse la Ley de División Territorial del Estado, Tangamandapio fue elevado a la categoría de municipio perteneciente al partido de Zamora. En 1874 se convirtió en tenencia de Jacona, recuperando su categoría de cabecera de su propio municipio en 1879. Durante la dictadura Porfirista, pierde nuevamente su carácter de municipio y se convierte en prefectura de Zamora, para volver a ser cabecera municipal en 1909.  

## Demografía
Cuenta con 11 086 habitantes, lo que representa un incremento promedio de 0.59 % anual en el período 2010-2020 sobre la base de los 10 463 habitantes registrados en el censo anterior. Ocupa una superficie de 4.37 km², lo que determina en el año 2020 una densidad de 2550 hab/km².
| Gráfica de evolución demográfica de Santiago Tangamandapio entre 1900 y 2020                                |
| |
| Población de los censos y conteos del Instituto Nacional de Estadística y Geografía (INEGI) de 1900 a 2020. |

## Cultura popular
En la serie de televisión mexicana El Chavo del 8 (1972-1980), el personaje Jaime Garabito, conocido como Jaimito el Cartero (interpretado por Raúl Chato Padilla), cita frecuentemente a Tangamandapio como su ciudad de origen. Debido a esto, el gobierno del municipio develó una estatua a nombre del personaje en 2012 ya que fue él quien «sacó del anonimato al municipio», así como por promoción turística del lugar.